# 倍
倍（ばい）は、数学上の概念であるが、その定義は東洋数学と西洋数学では異なっている。
- 東洋…（いずれも 0 でない）自然数 m と n に対して、m に同一量 m を n 個分加えた数（m × (n + 1)を求める）。
- 西洋…（いずれも 0 でない）自然数 m と n に対して、m を n 個分加えた数(m × n を求める、即ち乗法である）。

## 日本における定義・用法
日本では、江戸時代以前においては東洋数学の定義が用いられてきた（例えば、「一倍」とは今日で言うところの2倍に該当する。また同じく「半倍」とは、今日で言うところの1.5倍に該当する）が、近代以後に西洋数字が用いられるようになるとその意味合いも変化して、今日のように乗法を指すようになった。
政府は、1875年（明治8年）12月2日以降の公文書における倍数表記を西洋式に改める旨の布告を出している（太政官布告第183号）。
もっとも、こうした理解には異説がある。養老律令の雑令に記された出挙の利息制限について記された「一倍」は現在と同じ1倍（＝100％）を指しており、『法曹至要抄』（中巻87条）や鎌倉幕府の追加法でもこれを踏襲している。一方、『今昔物語集』（巻14第38）には、利息としての「一倍」（すなわち100％）と元本と合わせた「一倍」（すなわち、100+100＝200％）が併用して用いられている。そして、江戸時代の『日葡辞書』や井原西鶴『日本永代蔵』では、「一倍」は2倍（200％）の意味で記されている。こうした変遷から、本来は100％の利息を指して「一倍」の利息と称していたものが、中世になると元利合計の200％をもって「一倍」と称するようになり、中世後期から江戸時代にかけて「一倍」＝200％とする考えが社会に定着したとするものである。
「人一倍」という言葉などに近代以前の用法の名残が見出せる。単独で「倍」と使われた場合、大抵は「二倍」を意味する（例：倍になる）。

## 西洋数学における n 倍を表す表現
「各自然数」の項目も参照
double、triple、quadruple は n 倍を表す倍数詞である。数学などでは主に n 個を組とする表現や  n 個重なっている（n 重）という表現（例：二個重ねを指す場合は double）として使用されることが多い。triple 以
降は n 個を組や n 個が重なるとする場合、n -tuple（n の部分はラテン語を由来とする数を表す接頭辞）をつなげて一部形を変化させた表現となり、倍数詞でも n 倍を表すとき同様に表現できる。
- 1倍 - single（シングル）
- 2倍 - double（ダブル）、duple（デュプル）
- 3倍 - triple（トリプル）、treble（トレブル）
- 4倍 - quadruple（クアドラプル、カドラプル、クォドラプル、クワドループル）
- 5倍 - quintuple（クインタプル、クインティプル、クインテュープル）
- 6倍 - sextuple（セクスタプル、セクステュープル）
- 7倍 - septuple（セプタプル、セプテュプル）
- 8倍 - octuple（オクタプル、オクテュプル）
- 9倍 - nonuple（ノナプル、ノニュプル）
- 10倍 - decuple（デカプル、デキュプル、デキャプル、ディカプル）
- 11倍 - Undecuple（アンダカプル）
- 12倍 - duodecuple（デュデカプル）
- 13倍 - Tredecuple（トレドカプル）
- 16倍 - sedecuple（セデカプル）
- 20倍 - vigintuple（ヴィジンタプル、ヴァイジンタプル）
- 30倍 - trigintuple（トリジンタプル）
- 60倍 - sexagintuple（セキサジンタプル）
- 100倍 - centuple（センタプル）

## その他「倍」に関すること
- 新約聖書の倍は三十倍、六十倍、百倍と三角数の十倍の増え方になっている。

「また、ほかの種は良い土地に落ち、芽生え、育って実を結び、あるものは三十倍、あるものは六十倍、あるものは百倍にもなった。」(マルコによる福音書 4章 8節)